# Tuber (Band)
Tuber ist eine Rockband aus Serres (Griechenland). Sie ist stilistisch dem Stoner Rock zuzurechnen.

## Geschichte
Die Band wurde von den Brüdern Nickos und Yannis Gerosthatos auf der Insel Kreta gegründet. Inzwischen ist die Band in Nordgriechenland beheimatet. 2016 begab sie sich auf eine kurze Europatournee mit Auftritten unter anderem in Deutschland und Österreich.

## Stil
Die Musik Tubers ist ausschließlich instrumental. Die Stücke beinhalten sowohl gedehnte, von cleanen Gitarrensounds dominierte Teile, als auch schwere, verzerrte Abschnitte. Als Stilmittel dienen tiefer gestimmte Gitarren und die vielfache Verwendung von Delay-Effekten. Die Stücke entwickeln sich langsam, manche Riffs entwickeln sich über mehrere Minuten hinweg.

## Diskografie
Alben
- 2013: Desert Overcrowded
- 2017: Out of the Blue
- 2023: Joyful Science